# 與杼神社
與杼神社（よどじんじゃ）は、京都市伏見区淀本町にある神社。式内社で、旧社格は郷社。淀城の本丸跡に建てられている。

## 歴史
社伝等によると応和年間（961年 - 964年）に、愛宕念仏寺などを再興した千観内供が肥前国佐賀郡河上村（現・佐賀県佐賀市大和町大字川上）の與止日女神社から淀大明神を勧請して山城国乙訓郡水垂村（現・伏見区淀大下津町）に建立したとされる。しかしながら、日本三代実録には貞観元年（859年）に従五位下の神位を賜ったという記述があり、延長5年（927年）に成立した延喜式神名帳では山城国乙訓郡の小社として列していることから応和年間以前には存在したと考えられる。桂川の水上運輸の守護神とされ、淀姫社や水垂（みずたれ）社とも呼ばれていた。
慶長12年（1607年）に豊臣秀頼によって片桐且元を奉行として本殿と拝殿が再建された。しかし、本殿は慶安2年（1649年）頃には建て替えられたという。
明治時代になると郷社に列せられている。
1902年（明治35年）6月に桂川の河川敷拡幅工事に伴って、当社は現在地である淀城本丸跡に移転した。それまでの社地は御旅所となっている。
1975年（昭和50年）8月に重要文化財であった本殿が中学生の花火遊びにより全焼したが、1980年（昭和55年）3月に再建された。
当社の南には淀藩主であった稲葉氏が、藩祖の稲葉正成を祀るために建立した稲葉神社が建てられている。

## 祭神
- 豊玉姫命（トヨタマヒメノミコト） - 別名を與止日女（よどひめのみこと）という。また、神功皇后の妹であるという。
- 高皇産霊神（タカミムスビノカミ）
- 速秋津姫命（ハヤアキツヒメノミコト）

## 境内
- 本殿 - 1980年（昭和55年）3月再建。
- 拝殿（重要文化財） - 慶長12年（1607年）、豊臣秀頼によって片桐且元を奉行として再建。
- 日大臣社 - 伊勢神宮より由貴御倉を拝領し、1975年（昭和50年）から1979年（昭和54年）まで仮本殿とされた。本殿が再建される際に現在地に移されると日大臣社とされた。
- 高灯籠 - 大坂の豪商淀屋ゆかりの者による寄進。
- 長姫弁才天社
- 豊丸社
- 川上社
- 神輿社 - 2007年（平成19年）再建。
- 社務所 - 2000年（平成12年）9月再建。
- 境外地
  - 御旅所 - 京都府京都市伏見区淀大下津町19-18

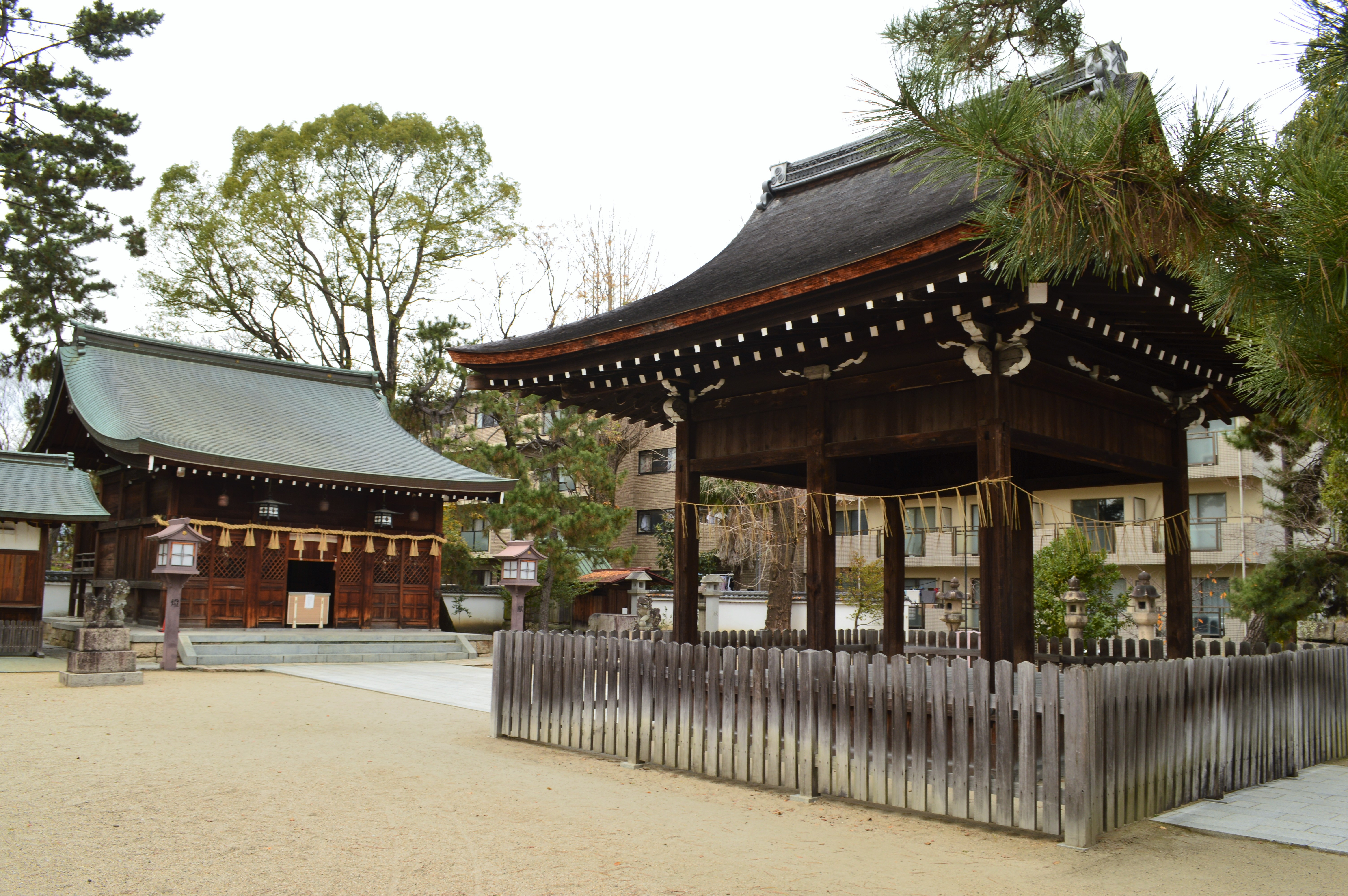
本殿と拝殿
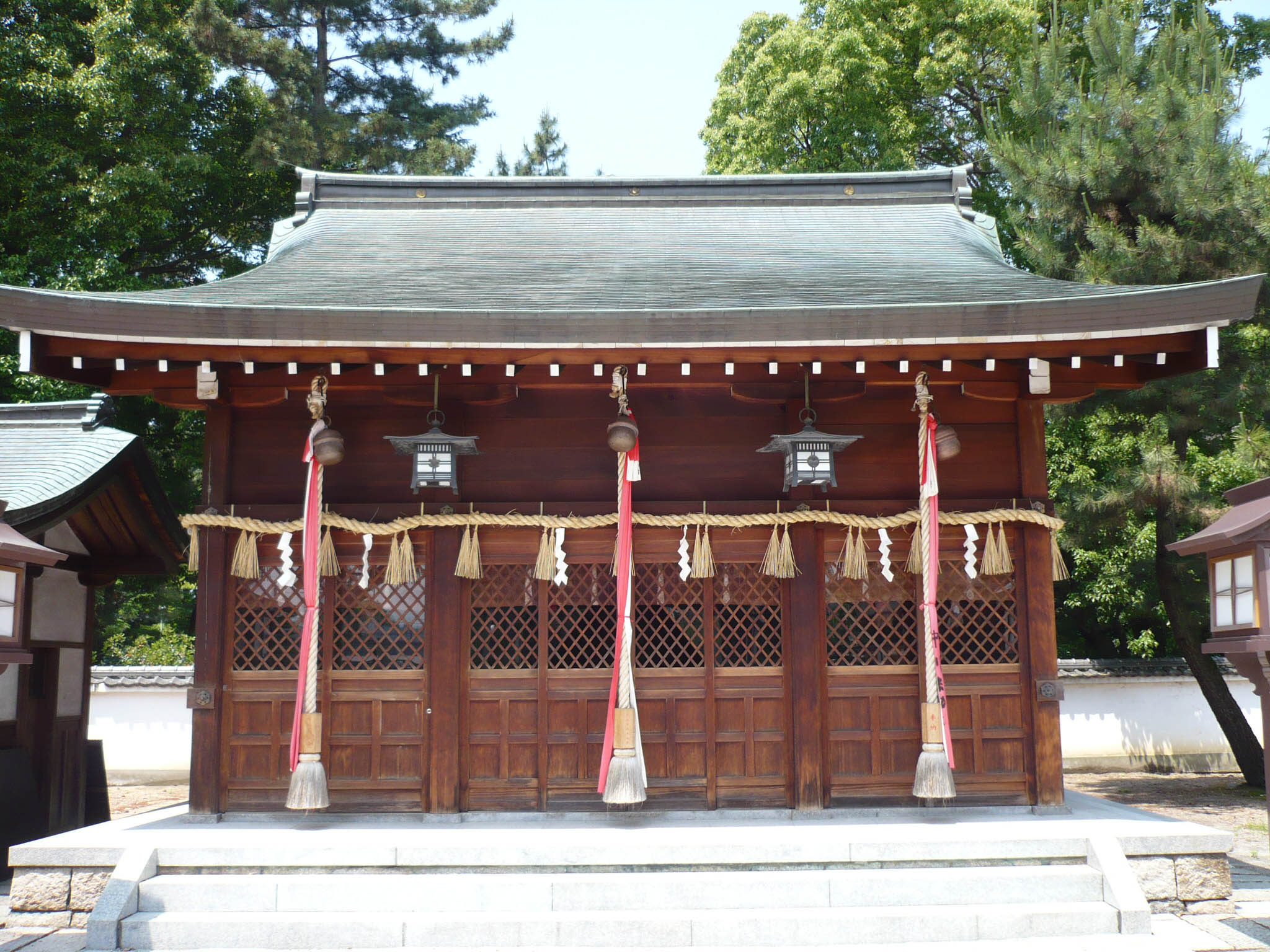
本殿
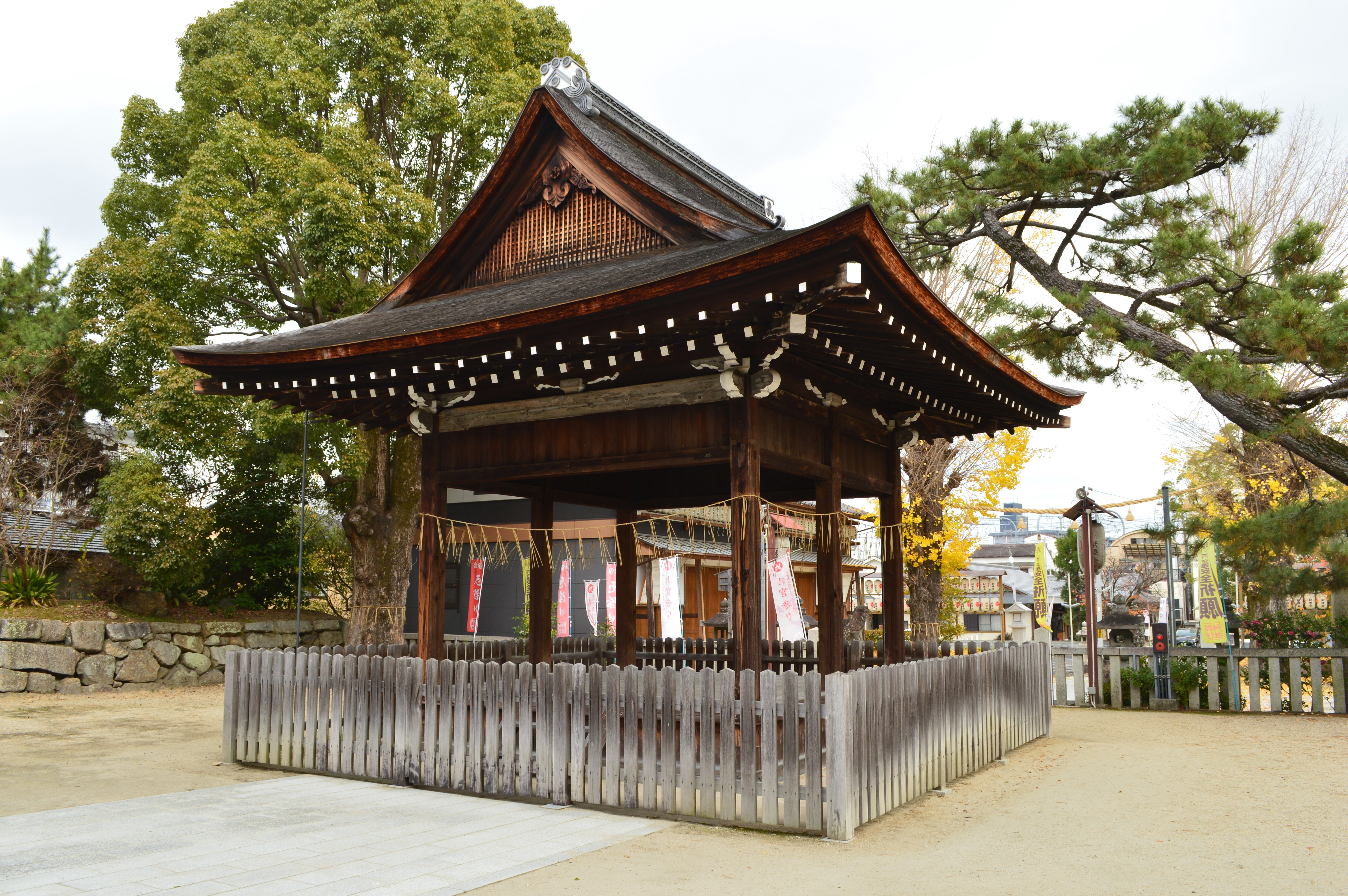
拝殿
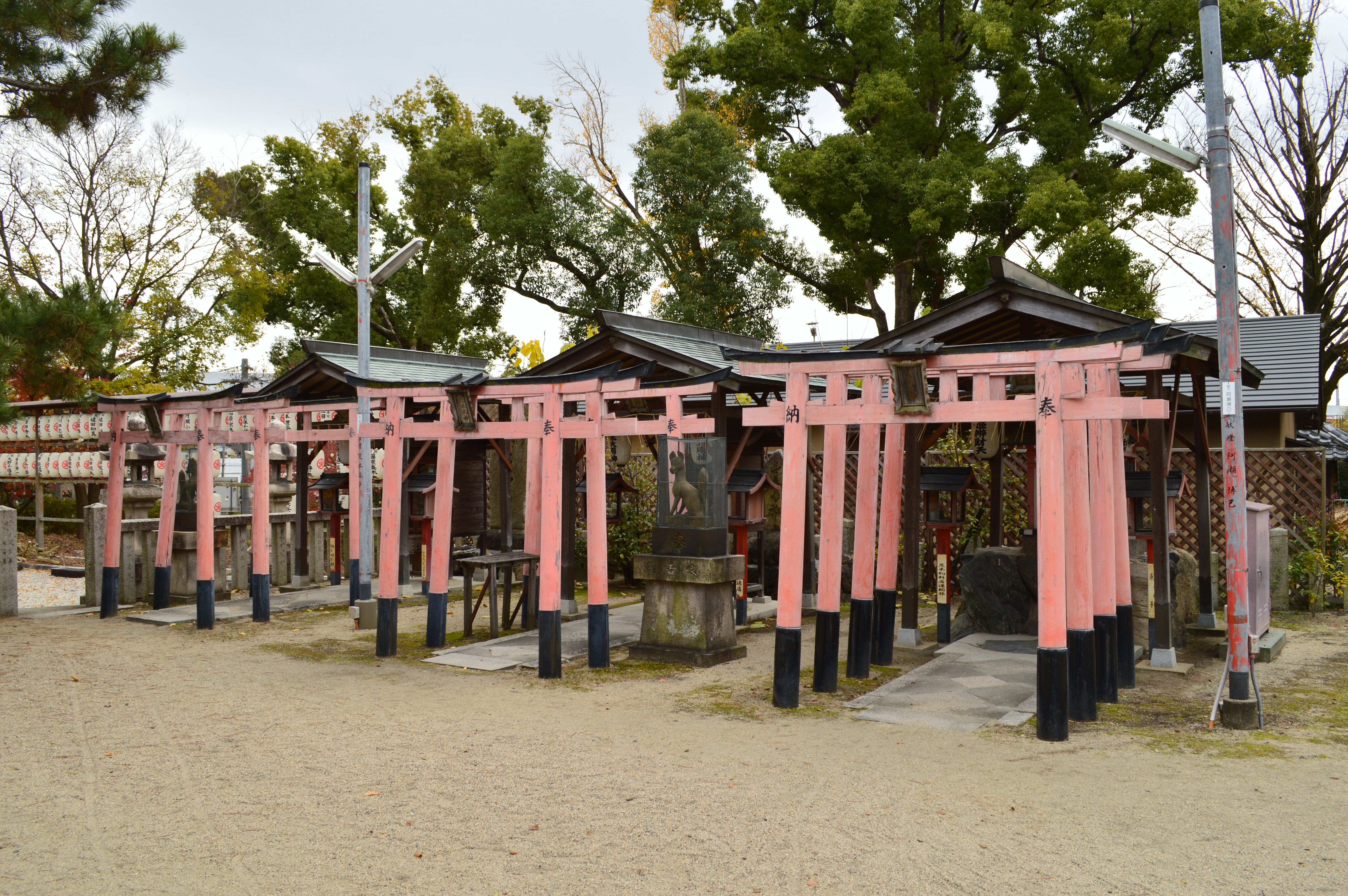
境内社
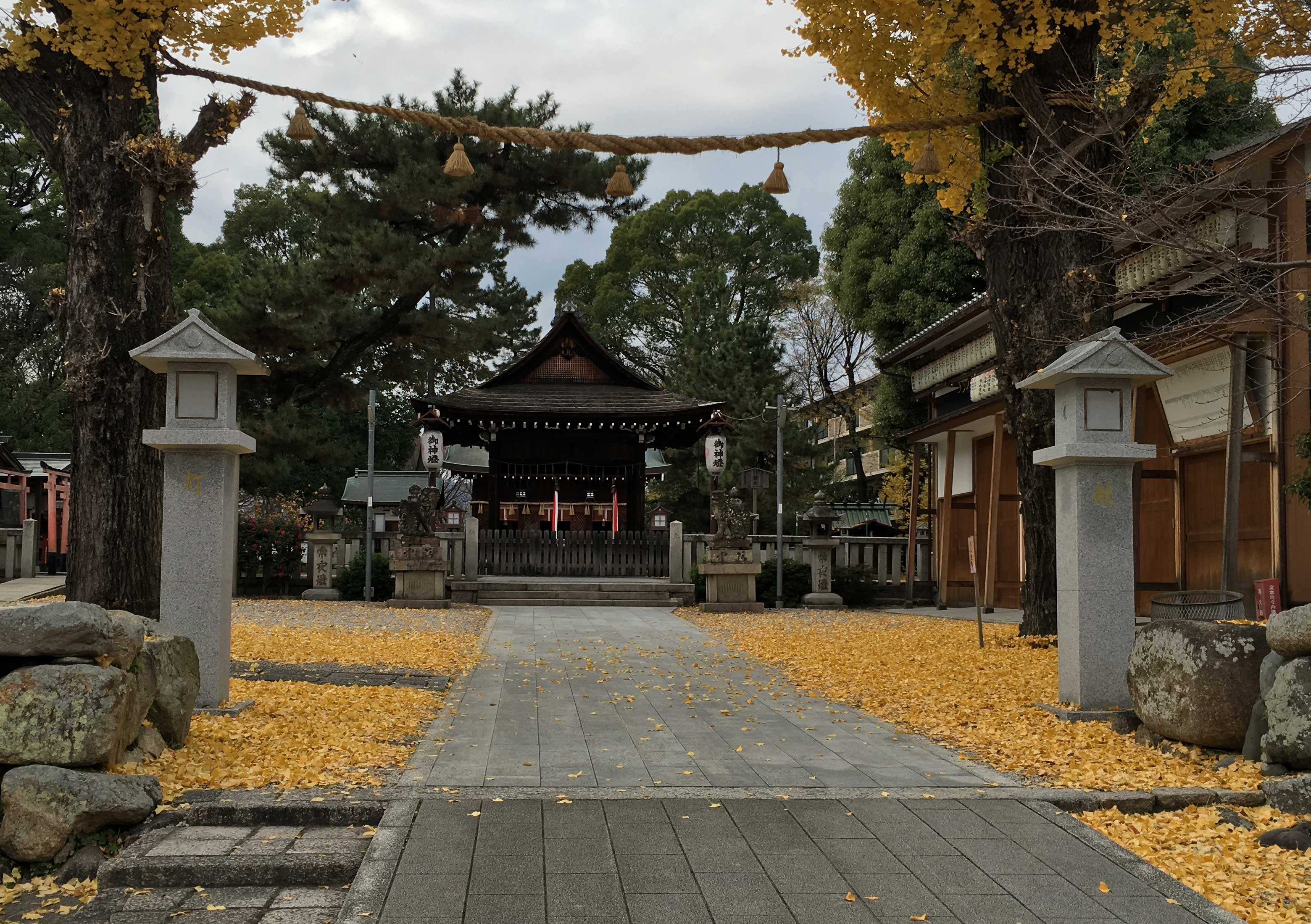
イチョウと注連縄
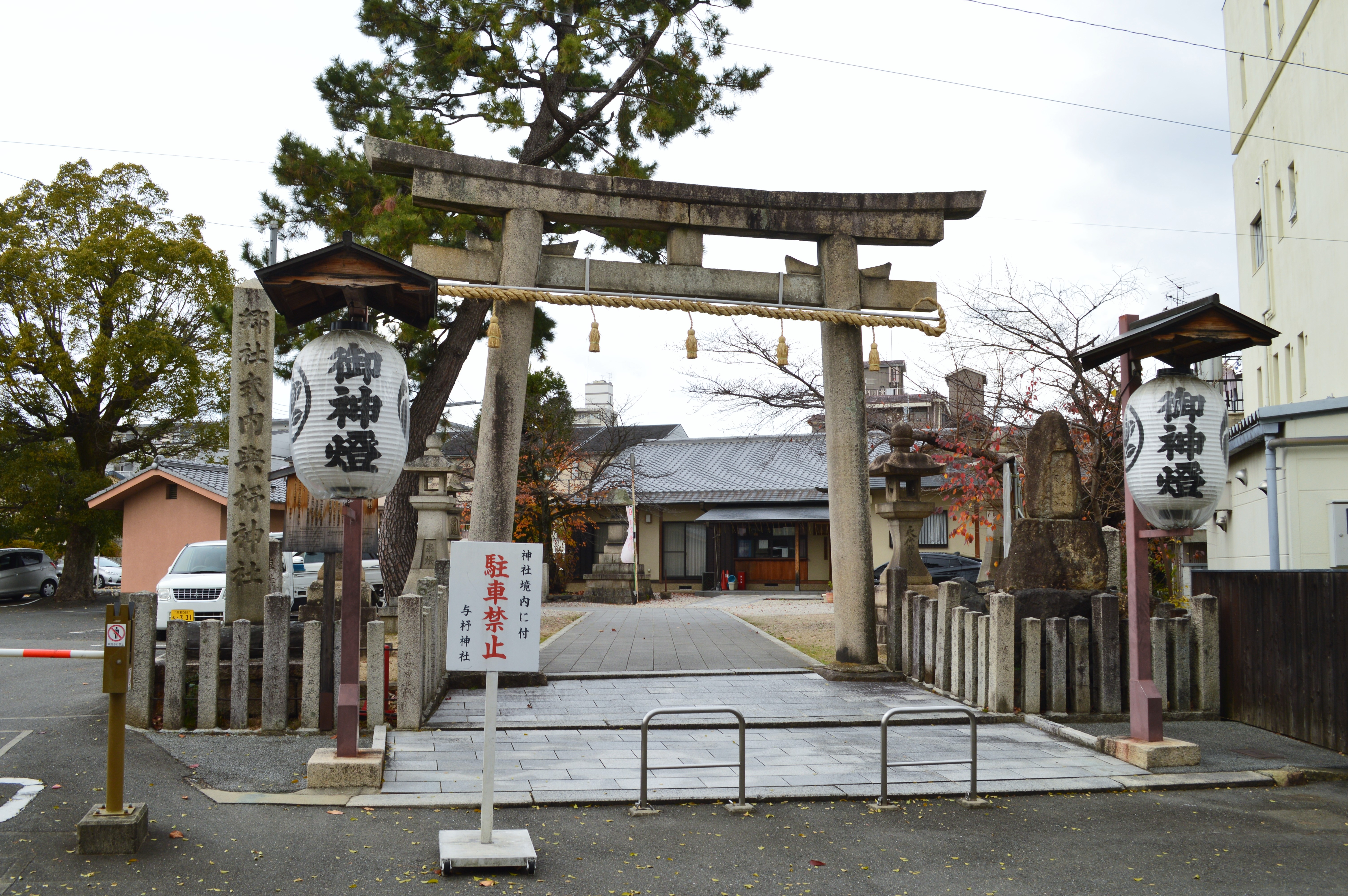
鳥居

## 文化財

### 重要文化財
- 拝殿

## かつて存在した建築物
- 多宝塔 - 元禄年間（1688年 - 1704年）に建立（または再建）された多宝塔。明治初年の神仏分離で破却されたという。
- 本殿 - 1971年（昭和46年）に重要文化財に指定された。しかし、1975年（昭和50年）8月5日に中学生による花火の火が檜皮葺の屋根に着火したことが原因により火災で焼失した[2]。

## 現地情報
所在地
- 京都府京都市伏見区淀本町167

交通アクセス
- 最寄駅：京阪本線淀駅下車後、徒歩約3分（南西に約200m）

## 参考資料
- 黒川道祐「雍州府志」 - 貞享3年（1686年）
- 「都名所圖會」 - 安永9年（1780年）